# イチオシ大予想TV「馬キュン!」
イチオシ大予想TV「馬キュン!」（いちおしだいよそうテレビ ばきゅん）は、BSフジで放送される競馬に関するテレビ番組。2013年2月2日から2016年7月30日まで放送。放送日時は毎週土曜日20:55 - 21:00。

## 概要
競馬雑誌『UMAJIN』とのタイアップ番組。基本的には翌日の日曜日に行われる中央競馬のメインレースについて出演者が予想を行う。
BSフジで放送される本編は5分間のダイジェストだが、放送終了後（土曜日21:00 - ）にロングバージョンの動画が『UMAJIN』公式サイトで公開される。また公式サイトでは動画のバックナンバーも公開されている。
2016年10月1日以降はGI開催週の動画配信（youtube、FRESH!）のみに変更（公開開始時間は土曜日21:00で変わらず）。2017年11月からはGI開催週以外の動画を『裏馬キュン！』で配信する。

## 出演者

### 現在の出演者
- 土屋伸之 （ナイツ） （2013年2月2日 - ）
- 安田和博 （デンジャラス） （2013年2月9日 - ）
- じゃい （インスタントジョンソン） （2013年2月16日 - ）
- 柴田英嗣 （アンタッチャブル） （2013年7月20日 - ）
- 土井よしお（ワンダラーズ） （2013年8月24日 - ）
- 岡野陽一（巨匠） （2013年9月7日 - ）
- 井上早紀 （2014年11月15日 - ）
- 浜谷健司（ハマカーン） （2015年1月24日 - ）
- 星名利華 （2015年9月12日 - ）
- 菊池真琴 （2015年9月19日 - ）
- 小島康睦 （優馬） （2013年8月10日 - ）
- 佐野裕樹 （馬三郎） （2014年11月22日 - ）
- 久保木正則 （日刊競馬） （2015年3月21日 - ）
- HAMACHI (タップダンサー)（2014年7月19日 - ）
- うまカレ （学生競馬サークル） （2013年2月2日 - ）

### 過去の出演者
- 吉田大吾 （POISON GIRL BAND） （2013年2月2日 - 2014年4月12日）
- 福島善成 （ガリットチュウ） （2013年2月16日 - 2014年4月19日）
- 石川ことみ （2013年3月23日 - 2014年4月26日）
- 吉岡司 （UMAJIN）（2014年2月22日 - 2014年6月28日）
- 橘舞（グラビアアイドル） （2013年2月9日 - 2015年4月25日）
- 手束真知子（タレント、元SDN48） （2013年2月2日 - 2015年5月23日）
- 鈴木伸幸 （UMAJIN） （2013年5月25日 -　2016年7月9日）
- 天童なこ （タレント、競馬予想家） （2013年8月17日 - 2016年11月19日）
- 矢部美穂 （2013年5月18日 -　2016年12月17日）
- 山田剛 （UMAJIN編集長） （2013年8月3日 - 2017年6月24日）
- 岡井元憲 （UMAJIN代表） （2013年2月2日 - 2017年6月24日）

この他週替りのゲストが登場することがある。